# Баранов, Кузьма Николаевич
Кузьма Николаевич Баранов (1797—1836) — актёр, переводчик, автор романа «Ночь на Рождество Христово» (1834).

## Биография
Отпущенный на волю крепостной. 15 ноября 1821 года был принят в труппу актёров Московского императорского театра, сначала на роли слуг. Пользовался
покровительством театрального директора Ф. Ф. Кокошкина. В 1821 году в Москве вышли переведённые Барановым с французского языка шесть комедий, составившие книгу «Театр г. Флориана» (ч. 1―2), в 1825 году ― «Волшебные сказки, или Приятное занятие от нечего делать. Сочинение Перольта» (Ш. Перро), «Общеполезный детский письмовник. (Соч. Г. Д. …)», комедия А. Ж. М. Ваффларда и Ж. Д. Фюльжанса «Минутная неосторожность» (1824). В 1830-е гг. Баранов выбирает для перевода только нашумевшие модные новинки ― исторический роман О. Сен-Тома «Товарищи чёрной шали» (ч. 1―4, 1832), повесть Сентина (псевдоним Кс. Ж. Боннфаса) «Изувеченный» (ч. 1―2, 1834), комедию Э. Скриба, Мельвиля (А. О. Ж. Дюверье) и П. Ф. А. Кармуша «Графиня-поселянка, или Медовый месяц» (1834), «Записки Силвио Пеликко Саллуцкого» (ч. 1―2, 1836). Образцом для оригинального романа Баранова «Ночь на Рождество Христово» (ч. 1―3, 1834) послужил роман «Иван Выжигин» Ф. В. Булгарина.